# Salinello
El río Salinello es un corto río costero de la vertiente del  mar Adriático de Italia que discurre por los Abruzos septentrionales en la provincia de Teramo. Era conocido en época romana con el nombre de Serinus, y, más raramente, como Salinum (Plinio) data la presencia, en las proximidades de la desembocadura, de algunas salinas. Estas últimas dieron el nombre a un pagus situado en las inmediatas proximidades (Ad Salinas).

## Descripción
Nace sobre un lado del monte Panaccio y atraviesa, entre otros, los municipios de Civitella del Tronto, Bellante y Mosciano Sant'Angelo. Desemboca en el  Adriático después de haber recorrido 45 km. En su último tramo marca el límite entre los municipios de Giulianova y Tortoreto. 
Su cuenca comprende una superficie de alrededor de 180 km² en el interior de un perímetro de 94 km. A lo largo de su recorrido recibe algunos afluentes entre los cuales están los torrentes Goscio y Rio. El régimen es de tipo torrencial y a veces, en el curso de veranos particularmente áridos, la corriente de agua se seca casi del todo.
Las aguas del Salinello suelen estar libres de contaminación. Por ello, en la parte septentrional de la desembocadura del río, en el término comunal de Tortoreto, hay un importante campamento, muy frecuentado en los meses de verano por turistas italianos y extranjeros.
La parte inicial del río recorre parajes cuya flora y fauna son particularmente ricas en variedades y especies. La tutela de dicha zona se ha instituido, con ley regional n.º 84 del 13 de noviembre de 1990, la Reserva natural de la Garganta del Salinello. Incluida en el Parque nacional del Gran Sasso y Montes de la Laga es gestionada directamente por los municipios de Civitella del Tronto y Valle Castellana y tiene una extensión de alrededor de 800 hectáreas.